# Джон Елліс (фізик)
Джонатан Річард Елліс (англ. Jonathan Richard "John" Ellis; нар. 1 липня 1946) — британський фізик-теоретик, професор теоретичної фізики Клерка Максвелла в Королівському коледжі Лондона.

## Біографія
Після закінчення Гайгейтської школи він навчався в Королівському коледжі Кембриджу, здобувши ступінь доктора філософії з теоретичної фізики (високих енергій) елементарних частинок у 1971 році. Після короткої роботи постдоком в теоретичній групі SLAC і в Каліфорнійському технологічному інституті він перейшов до CERN і з 1978 року має там безстроковий контракт.
У CERN Елліс працював на багатьох посадах. Він двічі був заступником керівника теоретичного відділу і працював керівником відділу в 1988—1994 роках. Він був одним із засновників LEPC і LHCC. Працює головою комітету з дослідження фізичних можливостей для майбутніх протонних прискорювачів і є членом розширеного керівного комітету CLIC (компактного лінійного колайдера).

## Наукові дослідження

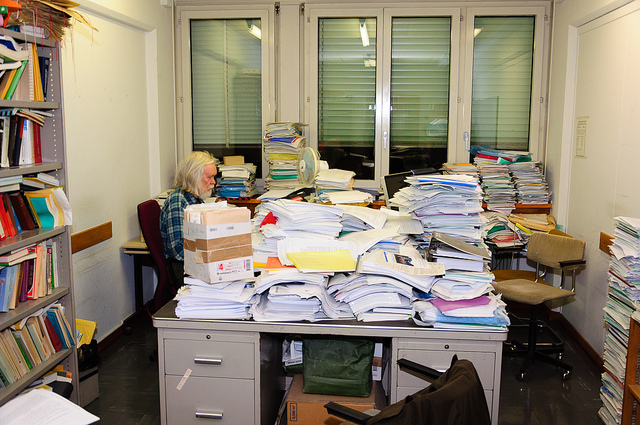
Джон Елліс у своєму кабінеті в CERN у січні 2012 року

Дослідницькі інтереси Елліса зосереджені на феноменологічних аспектах фізики елементарних частинок. Також він зробив значний внесок в астрофізику, космологію та квантову гравітацію. Більшість його публікацій безпосередньо стосуються експериментів — починаючи від інтерпретації вимірювань і результатів пошуку нових частинок і закінчуючи дослідженнями фізики, які можна зробити за допомогою майбутніх прискорювачів. Він був одним із піонерів дослідження на стику між фізикою елементарних частинок і космологією, яка відтоді стала окремою спеціальністю — фізикою астрочастинок.
Ранні наукові результати Елліса стосувались феноменології калібрувальних теорій. Працюючи з Дімітрі Нанопулосом і Мері Ґайлард, він запропонував у 1976 році так званий процес «випромінювання Хіггса», у якому бозон Хіггса випромінюється Z-бозоном (це виявилося найкращим способом пошуку бозона Хіггса на Великому електрон-позитронному колайдері), і в тому ж році оцінив прямий внесок порушення CP-інваріантності в рідкісні розпади нейтральних каонів (що призвело до успіху експериментів NA31 і NA48 в CERN). Також у 1976 році він опублікував дві статті, в яких пропонував методи пошуку глюона в електронно-позитронній анігіляції. Наступного року він передбачив масу нижнього кварка на основі теорії великого об'єднання, ще до того, як цей кварк зареєстрували в експерименті. У 1978 році він опублікував часто цитовану загальну статтю про теорії великого об'єднання разом з Анджеєм Бурасом, Гайяром і Нанопулосом.
У 1980-х Елліс став провідним прихильником моделей суперсиметрії. В одній зі своїх ранніх робіт він показав, що найлегша суперсиметрична частинка є гарним кандидатом у темну матерію. У 1991 році він показав, що радіаційні поправки до маси найлегшого бозона Хіггса в мінімальних суперсиметричних моделях збільшили цю масу вище меж досяжності Великого електрон-позитронного колайдера. Елліс і його колеги започаткували аналіз так званих «еталонних сценаріїв», призначених для ілюстрації діапазону феноменологічних проявів, які можна очікувати від суперсиметричних моделей, і такий аналіз відіграв роль в оцінці перспектив різних майбутніх прискорювачів.
Паралельно з дослідженнями суперсиметричної феноменології Елліс також виступав за феноменологічні дослідження квантової гравітації та теорії струн. Його робота над тестуванням сталості швидкості світла та моделей струнної космології отримала окремі нагороди від Gravity Research Foundation.
Станом на 2015 рік у базі INSPIRE-HEP налічувалось понад 1000 наукових з його участю, загалбна кількість цитувань перевищувала 60 тисяч. Його публікації включають три статті з понад 1000 цитуваннями та понад 100 інших статей із принаймні 100 цитуваннями кожна. У 2004 році опитування SPIRES поставило його на друге місце серед найбільш цитованих фізиків-теоретиків. Разом з Даніеле Аматі він редагував книгу 2000 року «Квантові відображення» (збірка статей різних фізиків про філософію квантової теорії).

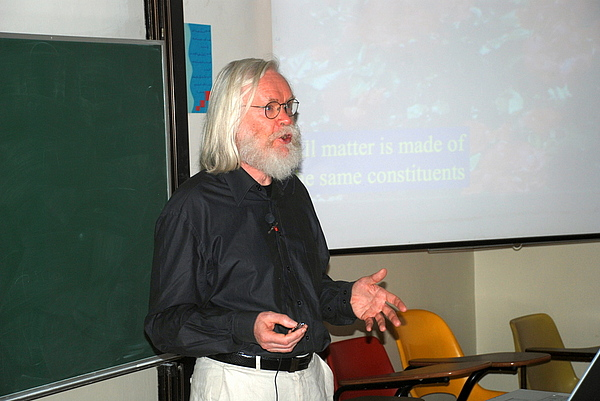
Джон Елліс в в листопаді 2008 року

Окрім теоретичних досліджень, Джон Елліс своєю роботою підтримував і пропагував створення нових прискорювачів.
Він відіграв провідну роль в основоположному семінарі з фізики Великого адронного колайдера 1984 року і відтоді написав багато статей про пошуки бозонів Хіггса та суперсиметричних частинок на цьому колайдері, як для спеціалістів, так і для загально авдиторії. Наприклад, його огляд фізики Великого адронного колайдера вийшов 2007 року в додатку до Nature Insight.
Він був рішучим прихильником створення Компактного лінійного коллайдера (CLIC) і керівником дослідницької групи, яка підготувала основну доповідь про електрон-позитронний прискорювач у 2004 році.
Елліс читає багато публічних лекцій з фізики елементарних частинок та суміжних тем в різних країнах. В CERN він часто виступає зі вступними доповідями для відвідувачів. Він відомий своїми зусиллями залучити неєвропейські країни до наукової діяльності CERN.

## Відзнаки
- Медаль Максвелла від Інституту фізики (1982)
- Член Лондонського королівського товариства (1985)
- Член Інституту фізики (1991)
- Премія Дірака від Інституту фізики (2005)
- Двічі вигравав першу нагороду на конкурсі есе Gravity Research Foundation[en] (1999 та 2005)
- За заслуги в науці та техніці Елліс став командором Ордена Британської імперії (2012)[20]
- Призначений почесним членом Інституту фізики за його «видатну роботу в теоретичній фізиці елементарних частинок і космології, його заохочення та підтримку країн у всьому світі до співпраці з CERN і його інформаційну роботу, яка надихає громадськість» (2020)[21]
- Почесний доктор Саутгемптонського університету
- Почесний доктор Упсальського університету[22]